# Carla Hayden
Carla Diane Hayden, née le 10 août 1952 à Tallahassee en Floride, est une bibliothécaire américaine, directrice de la Bibliothèque du Congrès de 2016 à 2025. 
Elle est la première personne afro-américaine et première femme à occuper ce poste, en plus d'être la première bibliothécaire professionnelle à l'occuper en plus de 60 ans.
Carla Hayden est reconnue pour sa défense soutenue de la protection des renseignements personnels et du droit à la vie privée des usagers en bibliothèques, notamment à la suite de la signature du Patriot Act en 2001.

## Biographie

### Éducation
Carla Hayden obtient un Baccalauréat ès arts (Majeure en science politique) de l'université Roosevelt à Chicago en 1973. Elle reçoit sa Maîtrise (M.L.S.) de la University of Chicago Graduate Library School en 1977, suivi d'un Doctorat en 1987. Le bibliothécaire et militant des droits civics E.J. Josey figure parmi ses mentors les plus influents.
Sa thèse de doctorat, « A public library program for the parent and preschool child », présage une grande somme du travail qu'elle mènera auprès de la jeunesse au courant de sa carrière.

### Carrière en bibliothèques

#### Chicago Public Library
Carla Hayden commence sa carrière comme bibliothécaire pour enfants au sein de la Chicago Public Library, puis accède au poste de coordinatrice de services pour jeunes adultes en 1979. Quoiqu'elle quittera Chicago pour enseigner à l'école de sciences d'information de l'Université de Pittsburgh, elle y revient en 1991 à titre de bibliothécaire adjointe et commissaire adjointe. À cette époque, elle fait la connaissance de Barack et Michelle Obama, à l'époque tous les deux avocats, avec qui elle renouera les liens plus tard en carrière. 

#### Enoch Pratt Free Library
En 1993, Carla Hayden devient la 10e directrice de l'histoire de la Enoch Pratt Free Library, le réseau de bibliothèques publiques à Baltimore, au Maryland. Elle occupera ce poste jusqu'à son départ pour la Bibliothèque du Congrès en 2016. 
Faisant face à des problèmes budgétaires et une infrastructure vieillissante, le réseau se voit considérablement modernisé au courant du mandat de Hayden. En plus de diriger la construction de la première nouvelle bibliothèque du réseau en plus de 35 ans, Hayden organise également une rénovation majeure de sa succursale centrale. Grâce au programme SAILOR, le Maryland devient le premier état américain à offrir un service internet à l'échelle de son territoire, alors qu'Enoch Pratt est le premier réseau à en offrir à l'ensemble de ses usagers. Hayden est largement responsable de favoriser l'accès aux bibliothèques, notamment en bonifiant leurs ressources numériques et en augmentant le nombre d'ordinateurs disponibles au public. 
En 1995, la revue Library Journal nomme Hayden la bibliothécaire de l'année, faisant d'elle la première personne afro-américaine à recevoir le prix.  
L'épisode le plus marquant de sa fonction survient sans doute lors de l'émeute de Baltimore suivant la mort de Freddie Gray, la succursale de Pennsylvania Avenue se trouvant à l'épicentre des perturbations. Hayden est louée d'avoir maintenu le plein service du réseau durant cette période d'immense agitation civique et sociale. L'ouverture des bibliothèques était ainsi un symbole de résistance et de solidarité communautaire à travers l'ensemble de la ville.  
Selon Mariam Pera, « Hayden's two decades of leadership at the Pratt Library have helped bring it to national prominence for its leadership in providing access to internet and digital collections. » Réagissant à la nomination de Hayden à la Bibliothèque du Congrès, la sénatrice Barbara Mikulski proclame qu'il s'agit d'un « (...) great, great gain for the nation, but a loss for Baltimore. »

#### American Library Association
Carla Hayden est la présidente de l'American Library Association de 2003 à 2004. Au cours de sa présidence, elle devient la principale porte-parole de l'ALA contre l'adoption du Patriot Act par les États-Unis, dont les sections 205 et 215 permettaient au Département de Justice et au Federal Bureau of Investigation d'accéder aux dossiers de bibliothèques, tout en interdisant aux bibliothécaires d'informer leurs usagers. Wayne A. Wiegand considère l'opposition au Patriot Act l'un des moments les plus importants de l'histoire de l'ALA.
L'engagement à la protection citoyenne de Hayden lui vaut le titre d'une des femmes de l'année de la revue féministe Ms. en 2003.

### Bibliothèque du Congrès
Le 24 février 2016, le président Barack Obama la désigne candidate pour être bibliothécaire du Congrès. En plus de recevoir l'appui de plusieurs sénateurs américains, dont Roy Blunt, Chuck Schumer et Ben Cardin, la nomination semble faire l'unanimité parmi la communauté la bibliothéconomique[Quoi ?], universitaire et littéraire, alors que plus de 140 organisations professionnelles à travers les États-Unis signent une lettre ouverte soutenant Hayden. Plusieurs personnes, dont Hayden elle-même, soulignent le paradoxe inhérent au travail en bibliothèques, soit que les femmes représentent environ 85 % de la main-d'œuvre du secteur mais accèdent rarement aux postes de direction supérieure.  
La décision se voit ratifiée par le Sénat le 13 juillet 2016, par un vote de 74 voix pour, 18 contre. Elle est intronisée en tant que 14e bibliothécaire du Congrès par le Chief Justice John Roberts le 14 septembre 2016. Son mandat est de 10 ans. Elle succède à David Mao, qui était directeur par intérim depuis fin 2015. Lors de son discours d'intronisation, Hayden déclare : « En tant que descendante de personnes à qui on a refusé le droit de lire, avoir désormais l'opportunité de servir et de diriger l'institution qui est notre symbole national du savoir est un moment historique » (« As a descendant of people who were denied the right to read, to now have the opportunity to serve and lead the institution that is our national symbol of knowledge is a historic moment »).    
La modernisation de la bibliothèque du Congrès et la numérisation de ses collections demeure le cheval de bataille principal du mandat de Hayden.   
En 2016, la revue Fortune classe Hayden au 25e rang des World's Greatest Leaders.
En mai 2025, le président Donald Trump met fin à son mandat de directrice. Selon NBC, cette décision fait suite à une campagne menée par l'American Accountability Foundation (en) reprochant à Carla Hayden des positions woke.

## Publications (sélection)
- Hayden, Carla Diane. (1987). A Frontier of Librarianship: Services for Children in Museums. Chicago : University of Chicago Graduate Library School.
- Hayden, Carla Diane, éd. (1992). Venture into Cultures: A Resource Book of Multicultural Materials & Programs. Chicago : American Library Association.

## Hommages et distinctions
Le 19 décembre 2023, l'astéroïde (16397) Carlahayden est nommé en son honneur.
En 2024, elle est faite docteur honoris causa de l'Université Paris 1 Panthéon-Sorbonne.